# Jules Vuillemin
Jules Vuillemin (15 de febrero de 1920, Pierrefontaine-les-Varans - 16 de enero de 2001, Les Fourgs) fue un filósofo francés, profesor de filosofía del conocimiento en el prestigioso Collège de France, en París, de 1962 a 1990, sucediendo a Maurice Merleau-Ponty, y profesor emérito de 1991 a 2001. En 1968, fue profesor invitado en el Instituto de Estudios Avanzados de Princeton, Nueva Jersey.
En el Collège de France, Vuillemin introdujo la filosofía analítica en Francia. El pensamiento de Vuillemin ejerció una gran influencia en la obra de Jacques Bouveresse. En vida, reivindicó el legado de Martial Gueroult sobre su obra. Amigo de Michel Foucault, apoyó su elección en el Collège de France, y también se mostró próximo a Michel Serres.

## Biografía
Jules Vuillemin nació el 15 de febrero de 1920 en Pierrefontaine-les-Varans, en el departamento de Doubs. Su padre era oficinista en la prefectura de Metz y después en la subprefectura de Château-Salins, donde pasó su infancia. Estudió en el Collège de Pontarlier y después en el Collège des Jésuites de Metz. Tras aprobar el bachillerato, viajó a Alemania en agosto de 1936 y percibió "la inminencia de las hostilidades". Finalmente, en 1937 ingresó en el Liceo Louis-le-Grand de París.
Tras estudiar en la Escuela Normal Superior, completó su agregación en 1943, siendo recibido premier ex aequo junto a Trần Đức Thảo. Fue alumno de los famosos epistemólogos Gaston Bachelard y Jean Cavaillès, viéndose influido en un primer momento por la fenomenología y el existencialismo, antes de orientarse hacia el estudio de la lógica y la ciencia. En 1962 publicó un libro titulado La Philosophie de l'algèbre, dedicado al matemático Pierre Samuel (miembro del grupo Bourbaki), a René Thom, al físico Raymond Siestrunck y al lingüista Georges Vallet. Vuillemin pensaba que la renovación de los métodos en matemáticas ha influido en la filosofía, relacionando así el descubrimiento de los números irracionales con el platonismo, la geometría algebraica con el cartesianismo, el cálculo infinitesimal con Gottfried Wilhelm Leibniz. Además, observó que la filosofía aún no había tenido en cuenta los cambios aportados a las matemáticas por Joseph Louis Lagrange y Évariste Galois.
En 1968, cofundó con Gilles-Gaston Granger la revista L'Âge de la Science. Fue uno de los principales comentaristas franceses de la obra de Bertrand Russell, Ludwig Wittgenstein, Rudolf Carnap y Willard Van Orman Quine.

Vuillemin también se interesó por la estética, además de escribir varios libros sobre Immanuel Kant, Anselmo de Canterbury y sobre el argumento maestro de Diodoro Cronos.

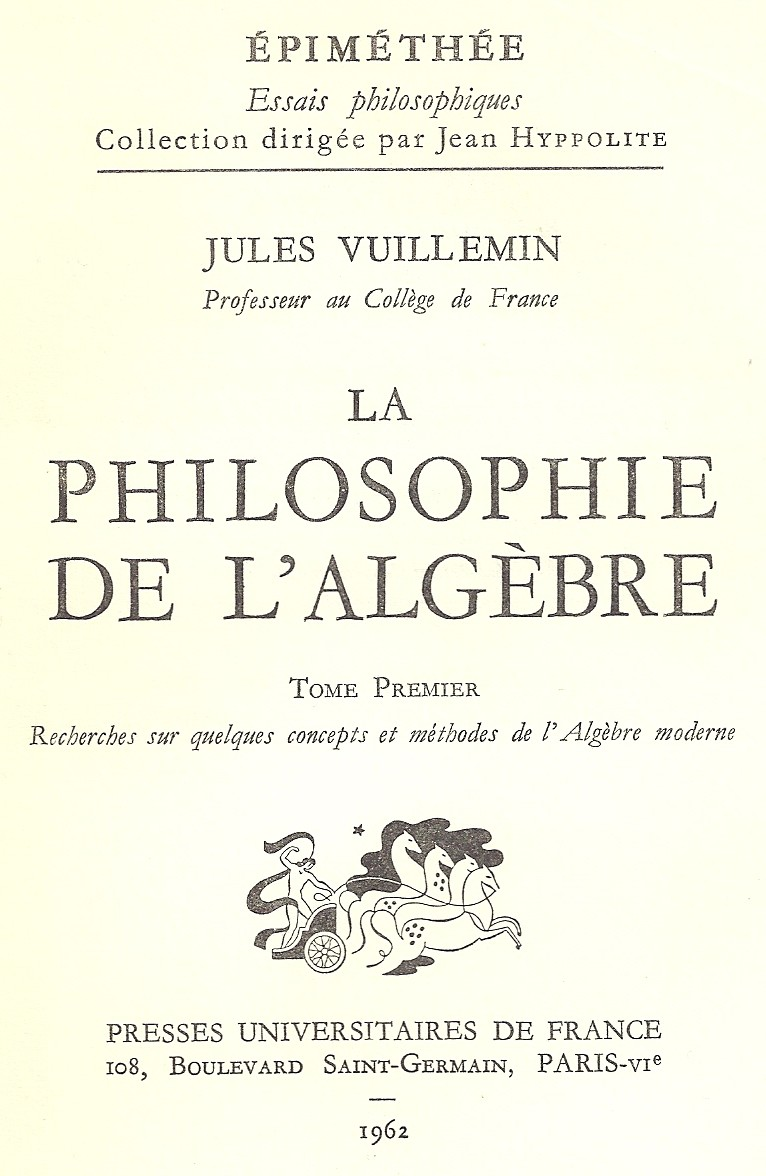
Ejemplar de La Philosophie de l'algèbre.

## Archivos de Jules Vuillemin
Los Archivos Jules Vuillemin se encuentran en Francia, en Les Archives Henri-Poincaré - Philosophie et Recherches sur les Sciences et les Technologies (AHP-PReST).

## Selección de obras
- Le Sens du destin, en collaboration avec Louis Guillermit, Neuchâtel, Éditions de La Baconnière, 1948.
- Essai sur la signification de la mort, Paris, PUF, 1948.
- L'Être et le travail. Les conditions dialectiques de la psychologie et de la sociologie, Paris, PUF, 1949.
- L'héritage kantien et la révolution copernicienne. Fichte — Cohen — Heidegger, Paris, PUF, 1954.
- Physique et métaphysique kantiennes, Paris, PUF, 1955, rééd. PUF, coll. Dito, 1987.
- Mathématiques et métaphysique chez Descartes, Paris, PUF, 1960, rééd. PUF, 1987.
- La Philosophie de l'algèbre, Vol. I : Recherches sur quelques concepts et méthodes de l'Algèbre Moderne. Paris, PUF, 1962, rééd. 1993.
- De la Logique à la théologie. Cinq études sur Aristote, Paris, Flammarion, 1967, nouvelle version remaniée et augmentée par l'auteur / editée et prefacée par T. Benatouil. - Louvain-La-Neuve, Peeters, 2008.
- Leçons sur la première philosophie de Russell, Paris, Armand Colin, 1968, in reference to The Principles of Mathematics.
- Rebâtir l'Université, Paris, Fayard, 1968.
- La logique et le monde sensible. Étude sur les théories contemporaines de l'abstraction, Paris, Flammarion, 1971.
- Le Dieu d'Anselme et les apparences de la raison, Paris, Aubier, 1971.
- Nécessité ou contingence. L'aporie de Diodore et les systèmes philosophiques, Paris, Minuit, 1984, réed. 1997.
- Éléments de poétique, Paris, Vrin, 1991.
- Trois Histoires de guerre, Besançon, Cêtre, 1992.
- Dettes, Besançon, Cêtre, 1992.
- L'intuitionnisme kantien, Paris, Vrin, 1994.
- Le Miroir de Venise, Paris, Julliard, 1995.
- « Nouvelles réflexions sur l'argument dominateur : une double référence au temps dans la seconde prémisse ». In : Philosophie 55 (1997), p. 14–30.
- Mathématiques pythagoriciennes et platoniciennes. Recueil d'études, Paris, Albert Blanchard, coll. Sciences dans l'histoire, 2001.

### Traducciones al inglés
- Necessity or Contingency. The Master Argument, Stanford, CSLI Publications, 1996
- What are Philosophical Systems? Cambridge University Press, 1986